# Савцов Яків Григорович
Яків Григорович Савцов (1893, Царське Село Санкт-Петербурзької губернії, тепер місто Пушкін Ленінградської області, Російська Федерація — розстріляний 16 квітня 1939, місто Москва, тепер  Російська Федерація) — радянський профспілковий діяч, член ВУЦВК. Член Центральної контрольної комісії КП(б)У в листопаді 1927 — червні 1930 року.

## Біографія
Член РСДРП(б) з 1915 року. Освіта вища.
На 1923—1924 роки — голова Всеукраїнського бюро ЦК Спілки металістів.
На 1925—1926 роки працював заступником голови правління «Південьсталі» в Харкові.
Потім був на профспілковій роботі. На 1927—1928 роки — завідувач тарифно-економічного відділу і член президії Всеукраїнської ради професійних спілок (ВУРПС).
До липня 1938 року — механік листопрокатного цеху заводу «Запоріжсталь» міста Запоріжжя.
12 липня 1938 року заарештований органами НКВС. Засуджений Воєнною колегією Верховного суду СРСР 15 квітня 1939 року до страти, розстріляний наступного дня. Похований на полігоні «Комунарка» біля Москви.
13 січня 1970 року посмертно реабілітований.